# ران لی
ران لی (به انگلیسی: Ron Lea) یک بازیگر اهل کانادا است. از فیلم‌ها و نمایش‌های تلویزیونی او می‌توان به مجازاتگر: منطقه جنگ، نجاری، اره ۴، سنتینل، حقوق کیفری، چگونه یک پسر بهتر بسازیم، جورج‌تاون و دگردیسی اشاره کرد.

## زندگی
لی در مونترآل متولد شد و قبل از ادامه تحصیل در مدرسه تئاتر ملی در دانشگاه کنکوردیا شرکت کرد. بعد از حضور در نمایش‌های مختلف تئاتر محلی، حرفه وی به پایان رسید. او همچنین در برخی از قسمت‌های سریال Doc به عنوان کارگردان فعالیت کرده‌است.

## فیلم‌ها

### سریال
- مرز جنون
- دگردیسی
- سوپرنچرال

### فیلم‌ها
- تولدم مبارک در نقش دوست پسر آملیا
- نجاری در نقش کلانتر جونا «جی.جی.» جانستون
- اره ۴ در نقش رکس[۴]
- سنتینل در نقش کارآگاه شماره ۲
- حقوق کیفری در نقش گری هال
- چگونه یک پسر بهتر بسازیم در نقش ژنرال مکفی
- مجازاتگر: منطقه جنگ در نقش کاپیتان راس
- عقاب آهنی در حمله
- می‌دی در نقش هارولد استاین

## جوایز
او در سال ۱۹۹۵ برای بازی در سریال Street Legal، جایزه جمینای بهترین بازیگر نقش اول مرد دریافت کرد.